# Галатея (міфологія)
Галатея (дав.-гр. Γαλάτεια)—  ім'я, яке у давньогрецькій міфології носять декілька персонажок:
- Галатея, нереїда, дочка Нерея й Доріди, яка закохалась у  сіцілійського пастуха Ациса (Акіда).
- Галатея, жіноча скульптура, вирізьблена Пігмаліоном.
- Галате́я, дружина Лампроса з Феста на Криті. Народивши дочку, приховала її стать від чоловіка, який бажав мати сина, і виховувала дитину під ім'ям Левкіпп. На прохання Галатеї богиня Лето обернула дівчинку на хлопчика.[1]